# ریگان هریسون
ریگان هریسون (به انگلیسی: Regan Harrison) (زادهٔ ۲۵ نوامبر ۱۹۷۷) شناگر اهل استرالیا است.